# فیض‌آباد (داراب)
فیض‌آباد (داراب)، روستایی از توابع بخش مرکزی شهرستان داراب در استان فارس ایران است.

## جمعیت
این روستا در دهستان نصروان قرار دارد و براساس سرشماری مرکز آمار ایران در سال 1395، جمعیت آن360 نفر (84خانوار) بوده‌است.